# Populatiebiologie
Populatiebiologie, ook wel populatiedynamica genoemd, is die tak van de ecologie die zich bezighoudt met de analyse van factoren die de aantallen en de dichtheden van soorten in populaties in ruimte en tijd beïnvloedt.
Populatiebiologische kennis wordt gebruikt bij de exploitatie van natuurlijke hulpbronnen zoals in de visserij en bij het natuurbeheer.
Ook worden de technieken uit de populatiedynamica gebruikt om de interacties tussen soorten (bv. predatie) te beschrijven. Een klassiek voorbeeld hiervan is de analyse van zoetwatermeren waaruit blijkt dat de toevoeging van extra nutriënten leidt tot een vermindering van de biodiversiteit. Door middel van modellen kan men analyseren welke levensstadia van belang zijn voor het voortbestaan van de populatie.

## Methoden
Binnen de populatiebiologie maakt men gebruikt van wiskundige formules, met name differentiaalvergelijkingen, om de groei van populaties te beschrijven. Matrices en markovketens worden gebruikt om de veranderingen in de populatiestructuur te analyseren.
Belangrijke factoren voor de populatieomvang zijn het geboorteoverschot en het emigratieoverschot:
- Het geboorteoverschot in een bepaalde populatie is het verschil tussen:
  - vruchtbaarheid, fecunditeit, fertiliteit, voortplantingscapaciteit: het aantal nakomelingen of eieren per vrouwelijk individu in een tijdseenheid,
  - mortaliteit: de afname door sterfte van het aantal individuen in een tijdseenheid.
- Migratie is de uitwisseling van individuen tussen populaties. Deze bestaat uit:
  - immigratie: het zich vestigen in een populatie in een ander gebied in een tijdseenheid.
  - emigratie: het zich vestigen uit een populatie in een ander gebied in een tijdseenheid; een uitbreiding van het verspreidingsgebied.

Het geboorteoverschot is het verschil tussen vruchtbaarheid en sterfte, het emigratieoverschot is het verschil tussen emigratie en immigratie. Een populatie is stabiel in aantal als deze gelijk zijn. Anders gezegd:
- Als de mortaliteit + emigratie kleiner is dan de fertiliteit + immigratie in een populatie zal de populatie toenemen in grootte.
- Als de mortaliteit + emigratie groter is dan de fertiliteit + immigratie zal de populatie afnemen in grootte, zodat de populatie uiteindelijk kan uitsterven.

Het aandeel individuen van een nieuwe generatie in een populatie wordt rekrutering genoemd. Zo is een "jaarklasse" een rekrutering bij een jaarlijkse voortplantingsperiode. De rekrutering wordt bepaald door de fecunditeit. In de praktijk is de rekrutering niet strikt gedefinieerd, maar wordt een stadium genomen dat gemakkelijk vastgesteld kan worden en waar de mortaliteit wat is gestabiliseerd (aantal visjes eind van de zomer bijvoorbeeld, aantal zaailingen van een boom). De verdere beschrijving volgt steeds één rekrutering met een mortaliteit die kan worden opgesplitst in verschillende oorzaken, zoals oogst (visserijdruk, kap), en natuurlijke oorzaken zoals predatie en ziekte.
Vooral de menselijke oorzaken worden afgesplitst om de draagkracht te kunnen bepalen en de oogst te optimaliseren. Het aantal volwassen individuen van een populatie bepaalt dan weer de rekrutering in volgende generaties, maar in de praktijk is de overleving in de eerste stadia vaak erg wisselend door milieuomstandigheden, waardoor de rekrutering van jaar tot jaar sterk kan variëren en soms nauwelijks van het aantal ouders afhangt.

## Toepassingen
De populatiebiologie is een belangrijk instrument voor het visserijbeheer. De methoden van de populatiebiologie worden gebruikt bij het vaststellen van vangstquota, toegestane maaswijdtes en dergelijke.
In het tropisch regenwoud kan bijvoorbeeld bepaald worden welke bomen gekapt kunnen worden zonder dat het voortbestaan van de lokale populatie groot gevaar loopt. Dit leidt tot een meer verantwoorde vorm van natuurbeheer.
Een andere belangrijke tak is de bestrijding van plagen en dan met name de biologische bestrijding, waarbij vaak gebruikgemaakt wordt van sluipwespen. De relatie van de populaties tussen plaaginsect en predator of parasitoïde bepalen hoe effectief de bestrijding zal zijn. Parasitoïden als sluipwespen zijn bijvoorbeeld zo succesvol omdat ze zich vaak sneller kunnen voortplanten dan hun gastheer.